# José Carvalho Bastos
José Carvalho Bastos (Batatais, 20 de janeiro de 1818 — Jataí, 10 de Agosto de 1900) foi um sertanista, agricultor e jurista brasileiro, considerado um dos principais pioneiros da cidade Jataí e do Sudoeste Goiano junto com José Manuel Vilela e Francisco Joaquim Vilela.

## Biografia
José Carvalho Bastos nasceu em 1818 na Fazenda Espirito, no município de Batatais, São Paulo, filho de Manuel Carvalho Bastos e Rita Aurora do Prado, moradores de Franca, São Paulo.
Casou-se com Ana Cândida Gouveia de Morais com a qual teve 10 filhos, Ana Cândida era filha Filha de José Joaquim de Morais e Isabel Maria de Gouveia estes descendentes da família Moraes pioneiros na região do Tijuco hoje Ituiutaba - MG. Em 1896, tornou a se casar desta vez com Ana Maria de Jesus, sem comunhão de bens. Com esta não teve filho algum.
Veio para Goiás em 1837 em companhia da esposa e empregados para ocupar as terras demarcadas pelo sogro no ano anterior, se estabeleceu às margens do ribeirão Bom Jardim.
José Carvalho Bastos foi o moderador na criação de Jataí, homem pautado, eficiente, bondoso, Prestativo e firme, na companhia de José Manoel Vilela seu amigo de longa data, não mediu esforços para que pequenina vila se tornasse um lugar melhor, mesmo sendo um homem rude não viu problemas em encarar desafios mesmo os mais difíceis.
Foi o primeiro intendente, cargo que exerceu nos anos de 1884 a 1898. 
Respondeu pelo posto de escrivão do cartório e juiz de direito e delegado literário.
- 1872 - Assume o posto de subdelegado de polícia em substituição a José Manoel Vilela.

- 1880 - Toma posse do cargo de Segundo Juiz Municipal, em Rio Verde.

- 1886 - Era Delegado Literário (Delegado de Ensino), quando fez um relato sobre as atividades do professor público, Herculano Carneiro.

- 1888 - O Diário Oficial publica decreto de exoneração, solicitada, do cargo de 1º. suplente de juiz municipal, em virtude de acúmulo de responsabilidades à frente do governo municipal.

- 1891 - Na eleição realizada em 31 de janeiro, no Paço Municipal, o velho líder político percebeu que a hora estabelecida para o início do pleito eleitoral havia passado. Por isso mandou que os trabalhos fossem suspensos. Isto é: não haveria mais eleição. Determinou que se fizesse o edital justificando os motivos, nestes termos: “O cidadão, Capitão José Carvalho Bastos, Presidente da Intendência Municipal, na forma da Lei, faz saber aos que o presente Edital virem que por affluencia dos trabalhos não se pode organizar a Mesa na hora marcada... Pelo que fica sem lugar a eleição neste Distrito, segundo o que determina...” Depois do edital pronto, José Carvalho Bastos, a autoridade maior, não voltou para assiná-lo. Diante dessa circunstância e da pressão dos eleitores presentes, o então presidente da mesa e vice-intendente, José Inácio de Mello França, decidiu pela realização do pleito. Terminado os trabalhos de votação e apuração, concluiu-se que foram votados nada menos de 49 candidatos a deputado estadual. Herculano Carneiro fazia parte desse numeroso grupo de pretendentes.

- 1891 - Em novembro, volta novamente a pressionar os poderes na Capital. Desta vez dirigiu correspondência à Assembléia Constituinte para solicitar “dos poderes competentes o direito que assiste a esta Villa na classificação das Comarcas.” Além de Carvalho Bastos, assinaram José Manoel Vilela, o Professor José Antônio de Jesus e o Delegado de Polícia, José Inácio de Mello França.

- 1893 - Em novembro, entrega a administração do patrimônio da Igreja Matriz ao Vigário Joaquim Cornélio Brom.

- 1895 – Logo no início do ano, a pedido da viúva Leocádia Perpétua da Silveira, assumiu a partilha e o inventário dos bens deixados pelo seu

amigo e parceiro José Manoel Vilela. Essa mesma incumbência foi solicitada pela Senhora Úrsula Benedita de Albuquerque, viúva do Padre Pedro de Brito Vasconcellos.
- 1895/98 – Ainda era Intendente.

- 1896 - Requereu na Comarca de Cuiabá a medição de parte de terras na Fazenda da Pedra Furada, em terras do Município da Capital.

- 1899 - O Diário Oficial de fevereiro traz sua nomeação para o cargo de Juiz Municipal, tendo como suplente José Advíncola da Cunha.

- 1899 - No mês de junho mandou receber na Capital seus vencimentos como juiz de direito interino da Comarca de Jataí. Esse procedimento era comum a todos os servidores do Governo.

- 1900 - No dia 23 de julho, 24 dias antes de sua morte, Carvalho Bastos foi ao Cartório do 1º Ofício para assumir uma dívida de seu amigo José Advíncola da Cunha no valor de 17,7 contos de réis. O credor de Advíncola era João José de Oliveira França (esse débito foi arrolado no inventário). Essa foi a última aparição de José Carvalho Bastos nos livros de notas do Cartório.

## Morte
Faleceu em 16 de agosto de 1900, com 80 anos, na fazenda Paraíso, de sua propriedade. Na manhã do dia seguinte ao seu falecimento, na  residência do finado à Praça da Cadeia, foi anotado pelo escrivão do Cartório do 1º Ofício:

## Legado
"Aos dezessete dias do mês de agosto de mil e novecentos,...em casa do testador já falecido, onde se achava depositado o cadáver de José Carvalho Bastos, às sete horas da manhã, pelo meritíssimo Juiz de Direito, Doutor José Joaquim de Moraes Sarmento, foi aberto o testamento cerrado de José Carvalho Bastos, o qual se achava lacrado com cinco pingos de lacre vermelho e cinco pontos de linha preta".
Dois dos seus filhos foram destacados desbravadores; 
- Manuel Carvalho Bastos, pioneiro de Santa Rita do Araguaia.
- Antônio Cândido de Carvalho, sertanista e desbravador do Rio Garças e leste de Mato Grosso.[5]